# Flughafen Sinŭiju

i7
i11
i13
Der Flughafen Sinŭiju (kor. 신의주공항) befindet sich im Süden der nordkoreanischen Grenzstadt Sinŭiju, Provinz P’yŏngan-pukto. Er wurde vor allem im Koreakrieg unter dem Namen K-30 von der USAF genutzt und war Ausgangspunkt für diverse Luftangriffe. Es gibt eine Start- und Landebahn. Air Koryo ist derzeit (2015) der einzige Nutzer und bietet eine Flugverbindung zum Flughafen Pjöngjang an.